# Særløse og Skov-Hastrup Overdrev
Særløse og Skov-Hastrup Overdrev er et fredet overdrevslandskab der ligger sydøst for Kirke Hvalsø op til Bidstrupskovene.
Det er et landskab syd for landsbyerne Skov-Hastrup og Særløse med høje bakker, søer, moser og vandløb, der engang var  landsbyernes fælles græsning – overdrevet.
Det er en landskabelig og botanisk perle. Dele af overdrevet har aldrig været dyrket (men kun græsset) og det er derfor fredet og beskyttet som Natura-2000-område nr. 146 Hejede Overdrev, Valborup Skov og Valsølille Sø. Området er en del af Nationalpark Skjoldungernes Land. Sydvestligst ligger Bøllesø som kan passeres af et spang. 

## Landskabet
Landskabet er et morænebakkeland, der går over i et dødislignende landskab med småbakker, der danner overgangen til det bagvedliggende dødislandskab med de store plateaubakker. Mod vest ligger de høje bakker Glædesbjerg og Kongebjerg. Mod øst ligger Springsbjerg. I en dyb smeltevandsdal her i mellem strømmer Særløse Bæk omgivet af et bælte af vådområder med søer – tidligere tørvegrave – og moser.
Mod syd er området præget af mange diger og levende hegn. Her ligger også en tidligere tørvegrav, nu som en stor sø, Bøllemosen. Ud til Vernersmindevej ligger den smukke gamle skovridergård af samme navn.
I det urørte overdrevslandskab er bakkerne meget stejle, og vegetationen varierer stærkt. Her er store og små kratpartier, fritstående træer og buske.  Hist og her er der fugtige områder, vandhuller og små vandløb. Træer og buske bærer præg af kreaturernes bid. Selv tjørn kan spises som friske skud, og det ses tydeligt, hvor langt op en ko kan nå. I ly af de tornede vækster kommer hyld, andre buske og træer som bøg, eg og ask op.
Særløse Bæks meget rene vand strømmer med et kraftigt fald i en skovklædt slugt gennem den sydligste del af overdrevet.

## Plantelivet
Det botanisk virkelig interessante er naturligvis selve det urørte overdrev, selv om en række værdifulde arter er forsvundet siden fredningen på grund af gødskning.
Overdrevet er præget af megen kratvegetation i form af forbidte tjørn, slåen, hunderoser, brombær og mirabel, som beskytter hyld, benved, hassel, skovabild, ask, rødel, eg og bøg. I alt er optalt 17 forskellige arter, alene af buske. På de tørre afgræssede arealer er fundet karakterarter for overdrev som rank evighedsblomst, langstakket væselhale, stribet kløver, liden museurt, lav tidsel , markfrytle, dværgperikon, røllike, knopurt, blåhat, lægeærenpris , høstborst og prikbladet perikon. Her forekommer stadig en smule hedelyng, og i 2001 er orkideen skovgøgelilje fundet.
I de fugtige afgræssede lavninger findes en typisk kærvegetation med kattehale, trævlekrone, engforglemmigej, majgøgeurt og den smukke vandrøllike. På de mere skovklædte arealer vokser typiske arter som hvid anemone, dunbregne og desmerurt samt en lille bestand af blå anemone.
På det midterste af de fredede arealer, som slås hvert år, har der siden fredningen indfundet sig en karakteristisk overdrevsvegetation, der stadig bliver mere og mere botanisk værdifuld. Senest er der indvandret flere bestande af skovgøgelilje.
På det sydvestlige areal lige nord for Avnsø findes delvist tilgroede overdrevspartier og ellesump med birk, tørst og pil omkring Bøllesø, som er en tidligere tørvegrav. Tørvemos findes stadig.
På søens bredder vokser hedelyng, blåtop, tormentil og stjernestar foruden dunbregne og butfinnet mangeløv. I de skovdækkede rester af den gamle højmose findes kærbregne og skovgøgelilje. I Bøllesø driver den insektædende blærerod rundt med sine gule blomster. Her findes også spæd pindsvineknop og kransnålsalger. Mosebølle, der har givet søen sit navn, findes ikke mere.
Ved den sydlige del af Kvandrupvej passer fredningsmyndighederne godt på en mindre bestand af blåtoppet kohvede.

## Dyrelivet
Blandt pattedyrene er haren er almindelig, men ellers er det mest skovenes dyr, rådyr, ræv og grævling der ses  på overdrevet.
I de fugtige områder forekommer skrubtudse, spidssnudet frø, butsnudet frø, grøn frø og stor og lille vandsalamander . Desuden findes skovfirben .
Her er et rigt fugleliv med gråstrubet lappedykker, gråænder og blishøns i søerne og mange arter af almindelige sangfugle, navnlig på det urørte overdrev, som er et rigtig fint sted til en tidlig morgentur for at lytte til fuglestemmer f.eks. bogfinke og gulspurv. Starter man tidligt nok, kan nattergalen også høres. Musvåge, spurvehøg og tårnfalk ses jævnligt over landskabet. Om efteråret fouragerer fiskeørnen i de nærliggende skovsøer. Den sjældne sortspættes høje ”trommen” kan ofte høres.
I Bøllesøen findes den sjældne og fredede lægeigle.

## Fredningen
Den første fredning af det urørte overdrevslandskab på 8 hektar fandt sted i 1952 for at bevare ”et landskab af stor og ejendommelig naturskønhed, en sidste rest af den landskabstype der førhen var almindelig overalt i landet mellem landsbyen og skoven”.  I 1961 føjedes to naboarealer på 8 ha og 7 ha for at bevare dem og undgå uønsket bebyggelse.  I 1969 frededes 348 ha, hovedsageligt landbrugsjord, samt et mindre skovområde mellem de fredede overdrev og landsbyerne, for at sikre udsynet, undgå uønsket bebyggelse og bevare de store landskabelige værdier og naturværdierne.  I fredningsbetingelserne indgår tilladelse til at opføre eller have op til 10 spejderhytter, skolehytter eller lignende i skovområdet der hører under fredningen.